# Castelo de Longwy
O Château de Longwy é um castelo em ruínas, incorporado na fortificação da cidade, na comuna de Longwy em Meurthe-et-Moselle, na França.

## História
Provavelmente datado do século XI, o castelo passou, no final do século XII, da posse dos Condes de Bar aos Duques de Lorena. Os Bar recuperaram-na em 1292 e a mantiveram até à sua destruição, tornando-a a fortaleza mais ao norte das suas terras. O castelo era composto por 11 torres, uma torre de menagem e duas portas. Foi construído em calcário.
As ruínas do castelo e as fortificações do século XVII projectadas por Vauban estão listadas como um monumento histórico pelo Ministério da Cultura da França.